# 강진동초등학교
강진동초등학교(康津東初等學校)는 대한민국 전라남도 강진군에 있는 공립 초등학교이다.

## 학교 연혁
- 1971년 9월 7일: 개교

## 참고 자료
- 강진동초등학교 - 한국교육학술정보원 학교알리미